# اچ‌ام‌اس جگوار (اف۳۴)
اچ‌ام‌اس جگوار (اف۳۴) (به انگلیسی: HMS Jaguar (F34)) یک زیردریایی بود. این زیردریایی در سال ۱۹۳۸ ساخته شد.